# Jajkowo (gromada)
Jajkowo – dawna gromada, czyli najmniejsza jednostka podziału terytorialnego Polskiej Rzeczypospolitej Ludowej w latach 1954–1972.
Gromady, z gromadzkimi radami narodowymi (GRN) jako organami władzy najniższego stopnia na wsi, funkcjonowały od reformy reorganizującej administrację wiejską przeprowadzonej jesienią 1954 do momentu ich zniesienia z dniem 1 stycznia 1973, tym samym wypierając organizację gminną w latach 1954–1972.
Gromadę Jajkowo z siedzibą GRN w Jajkowie utworzono – jako jedną z 8759 gromad na obszarze Polski – w powiecie brodnickim w woj. bydgoskim, na mocy uchwały nr 24/2 WRN w Bydgoszczy z dnia 5 października 1954. W skład jednostki weszły obszary dotychczasowych gromad Jajkowo i Świecie ze zniesionej gminy Pokrzydowo oraz obszar dotychczasowej gromady Duży Głęboczek (bez Augustowa) ze zniesionej gminy Brzozie w tymże powiecie. Dla gromady ustalono 15 członków gromadzkiej rady narodowej.
Gromadę zniesiono 31 grudnia 1959, a jej obszar włączono do gromad Pokrzydowo (wsie Jajkowo i Świecie wraz z koloniami Kuligi, Pokrzywnica, Topiele i Kantyła) i Brzozie (wieś Wielki Głęboczek) w tymże powiecie.